# Thomas Scott Schulenberg
Thomas „Tom“ Scott Schulenberg (* 29. Mai 1954) ist ein US-amerikanischer Vogelkundler. Sein Forschungsschwerpunkt ist die neotropische Avifauna.

## Leben
In den 1970er Jahren absolvierte Schulenberg seine ersten Exkursionen in Peru, um die einheimische Avifauna im Feld zu studieren und zu dokumentieren. 1976 erlangte er den Bachelor of Arts in Zoologie an der Humboldt State University und 1981 graduierte er zum Master of Arts in Zoologie an der Louisiana State University. 1995 wurde er unter der Leitung von Scott M. Lanyon mit der Dissertation  Evolutionary history of the vangas (Vangidae) of Madagascar zum Ph.D. in Evolutionsbiologie an der University of Chicago promoviert.
Schulenberg arbeitete eine Zeit lang im Ökotourismus und leitete für das Unternehmen Victor Emanuel Nature Tours Vogelerkundungstouren nach Peru, Brasilien, Kolumbien, Ecuador und andere Länder. Später wurde er Ornithologe und arbeitete von 1994 bis 1998 am Rapid Assessment Program von Conservation International und von 1999 bis 2007 als Naturschutzökologe am Field Museum of Natural History in Chicago. Das Rapid Assessment Program (RAP) ist ein Kooperationsprojekt zwischen dem Field Museum und Conservation International. Es nutzt vorhandenes Wissen, Satellitenbilder und Erkundungsflüge, um schlecht erforschte Gebiete mit hohem Schutzpotenzial zu identifizieren. Zwei interdisziplinäre Biologen-Teams betrieben 1993 und 1994 Feldarbeit in der Cordillera del Cóndor zwischen Peru und Ecuador, um auf der Grundlage biologischer Untersuchungen Bewertungen und Schutzempfehlungen vor Ort durchzuführen. Die Ergebnisse dieser Forschungsarbeit veröffentlichte Schulenberg 1997 in seinem Buch The Cordillera del Cóndor Region of Ecuador and Peru: A Biological Assessment.
Seit 2008 arbeitet Schulenberg für das Cornell Laboratory of Ornithology, wo er das Projekt Neotropical Birds, ein Online-Guide mit detaillierten Informationen über neotropische Vögel, leitet. Ferner ist er Taxonom bei der Online-Datenbank eBird und schreibt unter dem Titel „Splits, lumps and shuffles“ Artikel über Vogeltaxonomie in der Zeitschrift Neotropical Birding. 2007 veröffentlichte er das Buch Birds of Peru, an dem Douglas F. Stotz, Daniel Franklin Lane, John Patton O’Neill und der 1993 verstorbene Theodore Albert Parker III beteiligt waren.
Schulenberg war Co-Autor der Erstbeschreibungen von sieben neotropischen Vogeltaxa, darunter 1981 mit Gary L. Graham die Unterart Uromyias agraphia plengei des Weißbauch-Tachurityranns,  1982 mit Morris D. Williams die Blassschnabel-Ameisenpitta (Grallaria carrikeri), 1985 mit Laurence Charles Binford die Grünkappentangare (Tangara meyerdeschauenseei), 1997 in Zusammenarbeit mit Niels Krabbe den Chocótapaculo (Scytalopus chocoensis),, den Robbinstapaculo (Scytalopus robbinsi) und den Bambustapaculo (Scytalopus parkeri) sowie im selben Jahr den Orangeaugen-Breitschnabeltyrann (Tolmomyias traylori), woran auch Theodore Albert Parker III beteiligt war.
Neben der südamerikanischen Avifauna befasst sich Schulenberg mit madagassischen Vogelarten. Seine Doktorarbeit schrieb er über die Familie der Vangawürger (Vangidae), und 1991 berichtete er gemeinsam mit Steven M. Goodman über die Fanovananewtonie (Newtonia fanovanae), eine Vogelart, die im Oktober 1989 von Goodman wiederentdeckt wurde, nachdem sie zuvor nur vom im Dezember 1931 gesammelten Holotypus bekannt gewesen war.
Seit 2020 ist Schulenberg Redakteur beim Online-Projekt Birds of the World des Cornell Laboratory of Ornithology.

## Dedikationsnamen
1985 beschrieben John Patton O’Neill und Theodore Albert Parker III die Unterart Pheugopedius euophrys schulenbergi des Kastanienrücken-Zaunkönigs, die 2017 von BirdLife International und dem Handbook of the Birds of the World als eigenständige Art Pheugopedius schulenbergi anerkannt wurde und den deutschen Trivialnamen Graubrauen-Zaunkönig erhielt. 1994 benannte Bret M. Whitney den Diademtapaculo (Scytalopus schulenbergi) zu Ehren von Tom Schulenberg.